# Nyctemera simplicior
Nyctemera simplicior är en fjärilsart som beskrevs av Adalbert Seitz 1915. Nyctemera simplicior ingår i släktet Nyctemera och familjen björnspinnare. Inga underarter finns listade i Catalogue of Life.